# الذراع (الحيمة الخارجية)

تعديل مصدري - تعديل

الذراع هي إحدى قرى عزلة الصوفة بمديرية الحيمة الخارجية التابعة لمحافظة صنعاء، بلغ تعداد سكانها 155 نسمة حسب تعداد اليمن لعام 2004.